# Blaze of Perdition
Blaze of Perdition (česky oheň záhuby) je polská black metalová kapela založená v roce 2007 ve městě Lublin. Předchůdkyní byla kapela Perdition.
První studiové album s názvem Towards the Blaze of Perdition vyšlo v roce 2010.

## Diskografie

### Studiová alba
- Towards the Blaze of Perdition (2010)
- The Hierophant (2011)[1]
- Near Death Revelations (2015)
- Conscious Darkness (2017)
- The Harrowing of Hearts (2020)

### EP
- Deus Rex Nihilum Est (2009)
- The Burning Will of Expansion (2010)[3]
- Necrosophist (2013)

### Kompilace
- Incarnations (2016)
- Reincarnations (2016)

### Split nahrávky
- In Void and Serpent the Spirit Is One (2009) – společně s kapelou Pseudogod
- 418 - ATh IAV (2013) – společně s kapelou Devathorn
- Accession of Fire (2013) – společně s kapelou Erebus Enthroned